# Kiranjit Ahluwalia
Kiranjit Ahluwalia (* 1955 in Chak Kalal, Punjab (Indien)) ist eine in Großbritannien lebende  Inderin, die ihren Ehemann, der sie viele Jahre gequält haben soll, tötete, und deren Leben im Jahr 2006 verfilmt wurde.

## Leben
Ahluwalia entstammte einer Sikh-Familie aus Chakkalal im indischen Punjab. Im Jahr 1979, im Alter von 23 Jahren, verließ sie ihren Heimatort, um nach der Heirat mit Deepak Ahluwaria nach Großbritannien auszuwandern. Dort soll sie laut ihren Angaben über zehn Jahre hinweg häusliche Gewalt einschließlich körperlicher Gewalt, Nahrungsentzug und Vergewaltigung in der Ehe erlebt haben. Sie hat zwei Söhne geboren, im Juli 1984 und im Januar 1986.
Am 9. Mai 1989, während ihr Mann im Bett lag und schlief, holte Ahluwalia  Benzin und Natronlauge aus der Garage, goss diese über dem Bett aus und setzte es in Brand. Dann lief sie mit ihrem dreijährigen Sohn in den Garten. Der Ehemann erlitt schwerste Verbrennungen an über vierzig Prozent seines Körpers und verstarb Tage später an den Folgen der schweren Verbrennungen und der Sepsis. Ahluwalia wurde verhaftet und schließlich des Mordes angeklagt.
Ahluwalia wurde im Dezember 1989 wegen Mordes verurteilt. Die Staatsanwaltschaft wertete die Tatsache, dass sie wartete, bis ihr Mann schlafen gegangen war, als Beweis für Heimtücke und schloss eine Affekthandlung aus. Sie wurde des Mordes für schuldig befunden und zu lebenslanger Haft verurteilt.
Schließlich erregte ihr Fall die Aufmerksamkeit der Southall Black Sisters, einer sozialen Frauen-Organisation, die eine Kampagne für Ahluwalia starteten. Im Berufungsverfahren wurde Ahluwalias Schuldspruch aufgehoben, weil sie inadäquat beraten war. Ahluwalia war sich nicht bewusst, dass sie sich des Totschlags auf der Grundlage von verminderter Zurechnungsfähigkeit hätte schuldig bekennen können. Zusätzlich wurde offenbar, dass sie an einer schweren Depression litt, als sie ihren Ehemann tötete. Ihr neuer Verteidiger Edward Foster, ein Kronanwalt, stellte ihre Entscheidungsfähigkeit zur Tatzeit infrage. Sie schrieb eine Autobiographie namens Circle Of Light mit Ko-Autorin Rahila Gupta, einer Aktivistin der Southall Black Sisters.

## Trivia
Der britische Film Provoked: A True Story beruht auf ihrer Autobiographie.